# Top Gear Francia

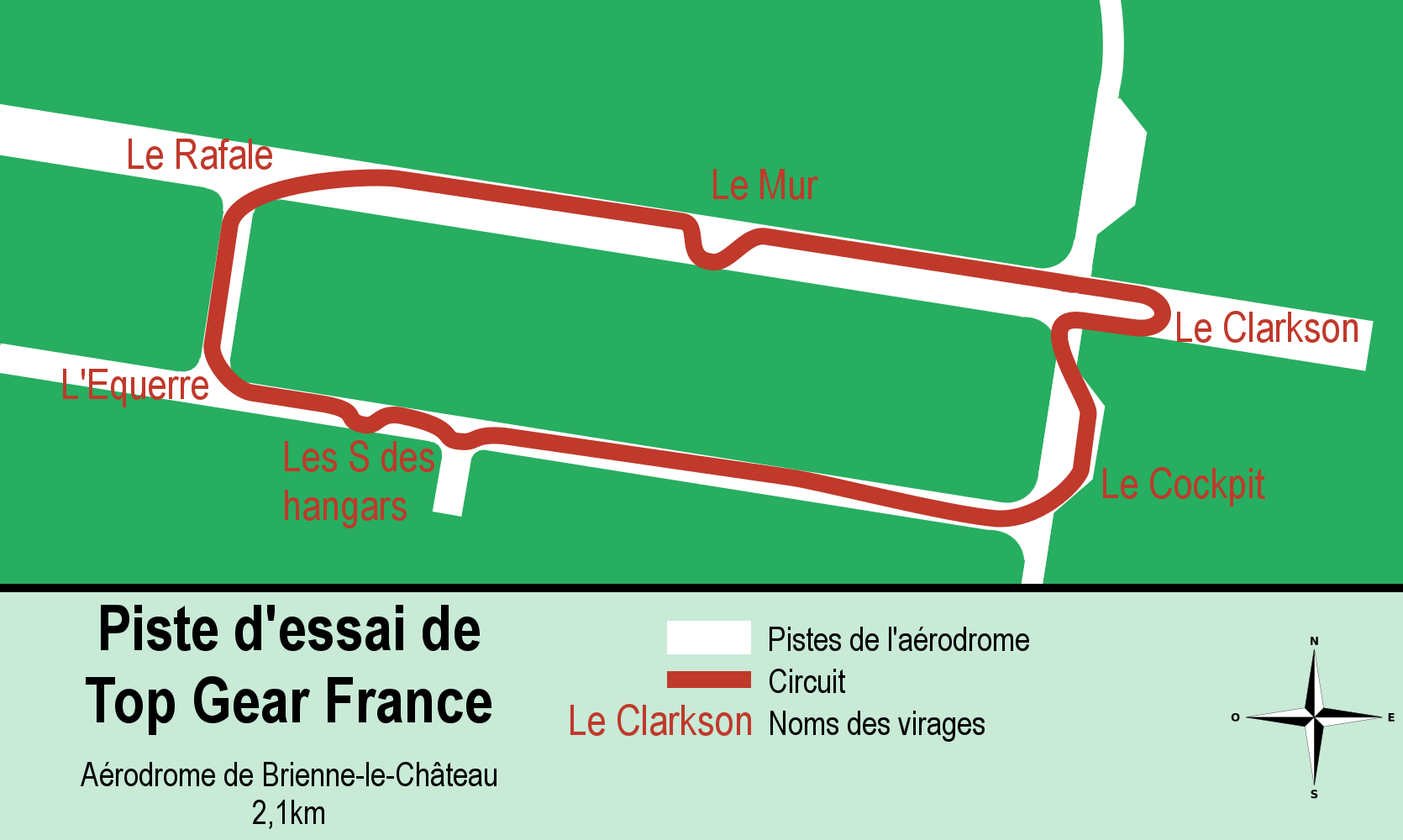
La pista di Top Gear France sull'aeroporto di Brienne-le-Château (stagioni 1-3).

Top Gear France è un programma televisivo francese che tratta come argomento principale le automobili, in onda dal 18 marzo 2015. È la declinazione francese del Top Gear britannico.

## Storia
Nel marzo del 2014, Jean-Louis Blot, il direttore di BBC France, ha annunciato che lavoreranno in un adattamento francese dello show originale britannico Top Gear. Il 28 Agosto 2014, il direttore della rete francese RMC Découverte, nella sua conferenza autunnale ha annunciato che la produzione del programma verrà trasmessa il 18 Marzo 2015.
Come location del programma hanno scelto di usare l'aeroporto Brienne-le-Château, vicino a Troyes.
Nel casting sono stati suggeriti 200 candidati compresi Christophe Dechavanne, Vincent Cerutti, Stéphane De Groodt, Vincent Perrot e Stéphane Rotenberg.
Il 7 novembre 2014 viene annunciato il trio di annunciatori. Sono l'attore e giornalista Philippe Lellouche, il pilota professionista Bruce Jouanny e il musicista e giornalista Yann Larret-Menezo (detto Le Tone), editore del magazine Intersection.

## Messa in onda
La prima stagione viene trasmessa dal 18 marzo al 13 maggio 2015 e comprendono 10 episodi, di cui 7 sono nuovi e 3 mostrano tutti gli highlights di quella stagione. Gli episodi vengono trasmessi dal canale francese RMC Découverte il mercoledì alle 20:45.
La seconda stagione comprende 8 episodi trasmessi dal 6 gennaio al 24 febbraio 2016, altri 3 episodi best of sono stati trasmessi nell'aprile 2016.
Il 4 marzo 2016, viene annunciata da un comunicato stampa del  canale RMC Découverte, la realizzazione della terza stagione di Top Gear Francia.

## Il circuito
Il circuito è situato presso l'aeroporto di Brienne-le-Château (vicino Brienne-le-Château) e misura 2,1 km.
Dalla quarta stagione, il circuito è modificato per renderlo più veloce ed anche l'auto con cui gli ospiti realizzando i loro giri cronometrati è cambiata (si passa da una vettura poco costosa ad una vettura ragionevolmente rapida); tutte le classifiche sono quindi riazzerate.

## Segmenti

### Le «chrono»

#### «vecchio circuito»
| Stagione | Stagione |
| -------- | -------- |
|          | 01       |
|          | 02       |
|          | 03       |
|          | 04       |
|          | 05       |

| Posizione | Tempo (m:s:cs) | Vettura                                     | Stagione e emissione |
| --------- | -------------- | ------------------------------------------- | -------------------- |
| 1         | 1:12:60        | Lamborghini Huracan LP 610.4                | E04                  |
| 2         | 1:13:48        | McLaren 570S                                | E04                  |
| 3         | 1:13:83        | Porsche 911 Turbo S                         | E01                  |
| 4         | 1:13:93        | Radical RXC Turbo 500                       | E05                  |
| 5         | 1:14:17        | Honda NSX                                   | E02                  |
| 6         | 1:16:39        | Audi R8 V10+                                | E06                  |
| 7         | 1:17:75        | Mercedes-AMG GT S                           | E01                  |
| 8         | 1:17:78        | Nissan Nismo GT-R (pioggia)                 | E02                  |
| 9         | 1:18:33        | Porsche 718 Boxster                         | E07                  |
| 10        | 1:19:06        | Aston Martin DB11                           | E04                  |
| 11        | 1:19:81        | Jaguar F-Type R                             | E01                  |
| 12        | 1:19:88        | BMW M4                                      | E07                  |
| 13        | 1:20:12        | Caterham 485R                               | E05                  |
| 14        | 1:20:21        | BMW M2                                      | E06                  |
| 15        | 1:20:27        | Mercedes C63 AMG S                          | E01                  |
| 16        | 1:20:67        | Audi RS3                                    | E04                  |
| 17        | 1:22:10        | Golf GTI Clubsport                          | E06                  |
| 18        | 1:21:15        | Mercedes A45 AMG                            | E04                  |
| 19        | 1:21:58        | Audi TTS                                    | E06                  |
| 21        | 1:22:64        | Ford Focus RS                               | E05                  |
| 22        | 1:22:67        | BMW M135i                                   | E04                  |
| 23        | 1:22:76        | Bentley Bentayga                            | E08                  |
| 24        | 1:22:77        | Ford Mustang                                | E05                  |
| 25        | 1:23:26        | Honda Civic Type R                          | E06                  |
| 26        | 1:23:38        | Peugeot 308 II                              | E03                  |
| 27        | 1:23:59        | Bentley Continental GTC Speed               | E08                  |
| 28        | 1:23:69        | Range Rover SVR (pioggia)                   | E02                  |
| 29        | 1:24:17        | Audi S1                                     | E04                  |
| 30        | 1:24:35        | Aston Martin V12 VSR (pioggia)              | E03                  |
| 31        | 1:25:06        | Corvette C7 Stingray (pioggia)              | E03                  |
| 32        | 1:26:17        | Peugeot 208 GTi 30e anniversaire            | E04                  |
| 33        | 1:29:37        | Ford Fiesta ST                              | E04                  |
| 34        | 1:34:46        | Fiat Multipla (modificata da Bruce Jouanny) | E04                  |
|           | 2:21:22        | Carro Leclerc (pioggia)                     | E02                  |

#### «nuovo circuito»
| Stagione | Stagione |
| -------- | -------- |
|          | 01       |
|          | 02       |
|          | 03       |
|          | 04       |
|          | 05       |

| Posizione | Tempo (m:s:cs) | Vettura                           | Stagione e emissione |
| --------- | -------------- | --------------------------------- | -------------------- |
| 1         | 1:02:21        | Porsche 911 GT2 RS                | E03                  |
| 2         | 1:04.41        | McLaren 600LT Spider              | S06 - E01            |
| 3         | 1:04:82        | McLaren 720S                      | E02                  |
| 4         | 1:06.51        | Porsche 911 Carrera 4S (992)      | S06 - E05            |
| 5         | 1:07.12        | Honda NSX                         |                      |
| 6         | 1:07:64        | Mercedes-Benz AMG GT R            | E07                  |
| 7         | 1:08.12        | Audi R8 RWS                       |                      |
| 8         | 1:08:32        | Chevrolet Corvette C7 Grand Sport | E03                  |
| 9         | 1:08:48        | Porsche 911 GTS                   | E03                  |
| 10        | 1:08.87        | Porsche 718 GTS                   | S06 - E04            |
| 11        | 1:08:95        | BMW M5 4RM                        | E03                  |
| 12        | 1:09:04        | Audi TT RS                        | E05                  |
| 13        | 1:09.09        | Aston Martin Vantage              |                      |
| 14        | 1:09.26        | Lamborghini Urus                  | S06 - E07            |
| 15        | 1:10.34        | Porsche Panamera Turbo            |                      |
| 16        | 1:10:95        | Alpine A110                       | E01                  |
| 16        | 1:10.95        | Toyota GR Supra                   | S06 - E03            |
| 18        | 1:11:55        | Cadillac CTS-V                    | E04                  |
| 19        | 1:11:67        | Alfa Romeo Giulia Quadrifoglio    | E01                  |
| 20        | 1:11:74        | BMW M3 pack competition           | E01                  |
| 21        | 1:11:95        | BMW M5 2RM                        | E03                  |
| 22        | 1:12.13        | Ford Mustang Bullitt              |                      |
| 23        | 1:13.13        | Jannarelly Design-1               | S06 - E02            |
| 24        | 1:13:46        | Renault Mégane RS                 | E04                  |
| 25        | 1:13:96        | Honda Civic Type R 2017           | E08                  |
| 26        | 1:15:75        | Renault Clio RS Trophy            | E06                  |
| 27        | 1:17:11        | Dodge Demon (pioggia)             | E04                  |
| 28        | 1:17.78        | Secma F16                         | S06 - E06            |
| 29        | 1:19:00        | Skoda Octavia RS Break            | E06                  |
| 30        | 1:21:88        | Mazda MX-5                        | E06                  |
| 31        | 1:27:95        | Saab 900                          | E02                  |

### Star dans une voiture peu coûteuse
Delle personalità francesi (o francofone) effettuano dei giri cronometrati sul «vecchio circuito» di Top Gear France a bordo di una vettura poco costosa: una Dacia Sandero (II serie, 900 TCe da 90 Cv), modificata con sedili sportivi, un roll-bar e un volante sportivo.
| Stagione | Stagione |
| -------- | -------- |
|          | 01       |
|          | 02       |
|          | 03       |
|          | 04       |
|          | 05       |

#### Stars
| Posizione | Tempo (m:s:cs) | Invitati                           | Stagione e emissione |
| --------- | -------------- | ---------------------------------- | -------------------- |
| 1         | 1:37:65        | Jacques Laffite (pioggia)          | E03                  |
| 2         | 1:37:87        | Stéphane De Groodt (pioggia)       | E04                  |
| 3         | 1:39:04        | Frank Lebœuf                       | E05                  |
| 4         | 1:39:07        | Vincent Lagaf'                     | E05 (ripescato)      |
| 5         | 1:40:75        | Vincent Moscato                    | E05                  |
| 6         | 1:40:79        | Jérôme Niel                        | E02                  |
| 7         | 1:40:81        | Arnaud Tsamere (pioggia)           | E03                  |
| 8         | 1:40:81        | Jean-Marie Bigard                  | E03                  |
| 9         | 1:40:92        | Valérie Bègue                      | E06                  |
| 10        | 1:41:36        | Norbert Tarayre                    | E03                  |
| 11        | 1:41:51        | François Fillon (pioggia)          | E06                  |
| 12        | 1:41:72        | Alex Goude (pioggia)               | E08                  |
| 13        | 1:41:86        | Sylvain Wiltord (pioggia)          | E05                  |
| 14        | 1:41:96        | Philippe Etchebest                 | E01                  |
| 15        | 1:43:19        | Ahmed Sylla (pioggia)              | E07                  |
| 16        | 1:43:31        | Mathieu Madénian (pioggia)         | E01                  |
| 17        | 1:43:60        | Laurent Ournac (pluie)             | E07                  |
| 18        | 1:44:19        | Cécile de Ménibus (pioggia)        | E08                  |
| 19        | 1:44:20        | Arnaud Ducret                      | E01                  |
| 20        | 1:44:47        | Laury Thilleman (pioggia)          | E05                  |
| 21        | 1:44:56        | Bruno Solo (pioggia)               | E07                  |
| 22        | 1:44:57        | Jean-Pierre Foucault               | E08                  |
| 23        | 1:45:18        | Frédéric Chau                      | E07                  |
| 24        | 1:45:33        | Ornella Fleury (pioggia)           | E02                  |
| 25        | 1:45:38        | Noom Diawara                       | E07                  |
| 26        | 1:46:35        | Yvan Le Bolloc'h (pioggia)         | E07                  |
| 27        | 1:45:82        | David Douillet                     | E04                  |
| 28        | 1:46:60        | Raphaël Mezrahi (pioggia)          | E02                  |
| 29        | 1:46:76        | François-Xavier Demaison (pioggia) | E05                  |
| 30        | 1:46:98        | Frédéric Diefenthal (pioggia)      | E01                  |
| 31        | 1:48:79        | Énora Malagré                      | E03                  |
| 32        | 1:48:83        | Ariane Brodier                     | E04                  |
| 33        | 1:49:09        | Julie Ferrier                      | E06                  |
| 34        | 1:50:60        | Gérard Darmon (pioggia)            | E02                  |
| 35        | 1:50:70        | Jean-Marc Généreux                 | E08                  |
| 36        | 1:51:68        | Michel Boujenah (pioggia)          | E02                  |
| 37        | 1:52:14        | Bruno Putzulu (pioggia)            | E01                  |
| 38        | 1:53:16        | Tchéky Karyo (pioggia)             | E01                  |
| 39        | 1:56:26        | Pierre Arditi                      | E04                  |
| 40        | 1:57:15        | JoeyStarr                          | E04                  |

#### Animatori RMC - BFM TV
1. 1:40:03 Jean-Jacques Bourdin - S02E10
2. 1:40:33 Eric Brunet - S02E10
3. 1:44:45 Gilbert Brisbois (pioggia) - S01E10
4. 1:45:21 Brahim Asloum (pioggia) - S01E10
5. 1:48:87  Apolline de Malherbe - S02E10
6. 1:53:82 Alain Marschall (pioggia) - S01E10
7. 2:00:38  Pascale de La Tour du Pin (pioggia) - S01E10

### Star dans une voiture raisonnablement rapide
Delle personalità effettuano dei giri cronometrati sul «nuovo circuito» di Top Gear France a bordo di una vettura ragionevolmente rapida: una Subaru BRZ da 200 cavalli.
| Stagione | Stagione |
| -------- | -------- |
|          | 01       |
|          | 02       |
|          | 03       |
|          | 04       |
|          | 05       |

| Posizione | Tempo (m:s:cs) | Invitati                   | Stagione e emissione |
| --------- | -------------- | -------------------------- | -------------------- |
| 1         | 1:18:39        | David Hallyday             | E08                  |
| 2         | 1:18:47        | Christophe Dechavanne      | E04                  |
| 3         | 1:18:56        | Renaud Lavillenie          | E03                  |
| 4         | 1:19:05        | Stéphane De Groodt         | E04                  |
| 5         | 1:20:03        | Jacques Laffite            | E04                  |
| 6         | 1:20:19        | Henri Leconte              | E08                  |
| 7         | 1:20:81        | Mike Horn                  | E01                  |
| 8         | 1:21:22        | Ari Vatanen                | E04                  |
| 9         | 1:21:29        | Florent Manaudou (pioggia) | E05                  |
| 10        | 1:23:45        | Christophe Dominici        | E02                  |
| 11        | 1:24:70        | David Brécourt             | E07                  |
| 12        | 1:24:79        | Samuel Le Bihan            | E07                  |
| 13        | 1:25:61        | Michel Cymes               | E04                  |
| 14        | 1:25:70        | Benjamin Castaldi          | E03                  |
| 15        | 1:28:17        | Alessandra Sublet          | E06                  |
| 16        | 1:29:91        | Jérôme Anthony             | E03                  |
| 17        | 1:33:89        | Issa Doumbia               | E01                  |
| 18        | 1:33:92        | Artus (pioggia)            | E01                  |
| 19        | 1:34:07        | Christian Vadim            | E03                  |
| 20        | 1:34:32        | Lionel Abelanski (pioggia) | E05                  |
| 21        | 1:39:40        | Agathe Lecaron             | E02                  |
| 22        | 1:34:96        | Claude Lelouch             | E06                  |
| 23        | 1:39:48        | Cartman (pioggia)          | E01                  |
| 24        | 1:44:15        | Richard Anconina           | E02                  |

## Episodi
| Stagione | Stagione |
| -------- | -------- |
|          | 01       |
|          | 02       |
|          | 03       |
|          | 04       |
|          | 05       |
|          | 06       |
|          | 07       |

| Serie | Serie | Puntate       | Prima TV Francia  | Prima TV Francia   | Spettatori prima TV |
| Serie | Serie | Puntate       | Prima di stagione | Finale di stagione | Spettatori prima TV |
| ----- | ----- | ------------- | ----------------- | ------------------ | ------------------- |
|       | 1     | 7 + 3 best of | 18 marzo 2015     | 13 maggio 2015     |                     |
|       | 2     | 8 + 3         | 6 gennaio 2016    | 20 aprile 2016     |                     |
|       | 3     | 8 + 4         | 21 dicembre 2016  | 19 aprile 2017     |                     |
|       | 4     | 8             | 3 gennaio 2018    | 22 febbraio 2018   |                     |
|       | 5     | 8             | 26 dicembre 2018  | 13 febbraio 2019   |                     |
|       | 6     | 8             | 26 dicembre 2019  | 13 febbraio 2020   |                     |
|       | 7     |               | 1 aprile 2021     |                    |                     |

| Road Trip | Road Trip                   | Episodi | Inizio           | Fine             |
| --------- | --------------------------- | ------- | ---------------- | ---------------- |
|           | Road trip au Japon          | 2       | 2 novembre 2016  | 9 novembre 2016  |
|           | Road trip en Afrique du Sud | 1       | 1º novembre 2017 | 1º novembre 2017 |
|           | Road trip au Maroc          | 1       | 28 febbraio 2018 | 28 febbraio 2018 |
|           | Road trip au Pérou          | 1       | 19 dicembre 2018 | 19 dicembre 2018 |